# Черных, Валентин Васильевич
Валентин Васильевич Черных (род. 1939) — советский шахматист, мастер спорта СССР (1965).
Воспитанник Б. Д. Персица. Занимался в шахматной секции Дома комсомольца-школьника Ждановского района. В 1962 г. сменил своего учителя на посту руководителя секции.
В составе сборной Москвы победитель Спартакиады народов СССР (командного чемпионата СССР) 1959 г. Набрал 7 очков из 9 и разделил 1—2 места на своей доске.
В составе сборной ДСО «Локомотив» двукратный победитель командного чемпионата Международного спортивного союза железнодорожников (оба раза показал на своей доске стопроцентный результат). Также в составе сборной спортивного общества участник полуфинала командного чемпионата СССР 1964 г.
Норму мастера спорта выполнил в полуфинале чемпионата Москвы 1965 г.
В 1960-е гг. инженер вычислительного центра Московской железной дороги.
В начале 1970-х гг. был сотрудником торгпредства СССР в Иране. В 1973 г. занял 1-е место в чемпионате Тегерана. В 13 партиях набрал 12½ очков (ничья в последнем туре) и опередил ведущих иранских шахматистов того времени Х. Харанди, М. Шарифа и К. Ширази.
В начале 1980-х гг. работал в Болгарии. В 1981 г. стал победителем чемпионата софийского отделения болгарского спортивного общества «Локомотив» (набрал 8 из 11, разделил 1—2 места с мастером В. Мечкаровым и обошел его по дополнительным показателям).